# Paul Lochmann

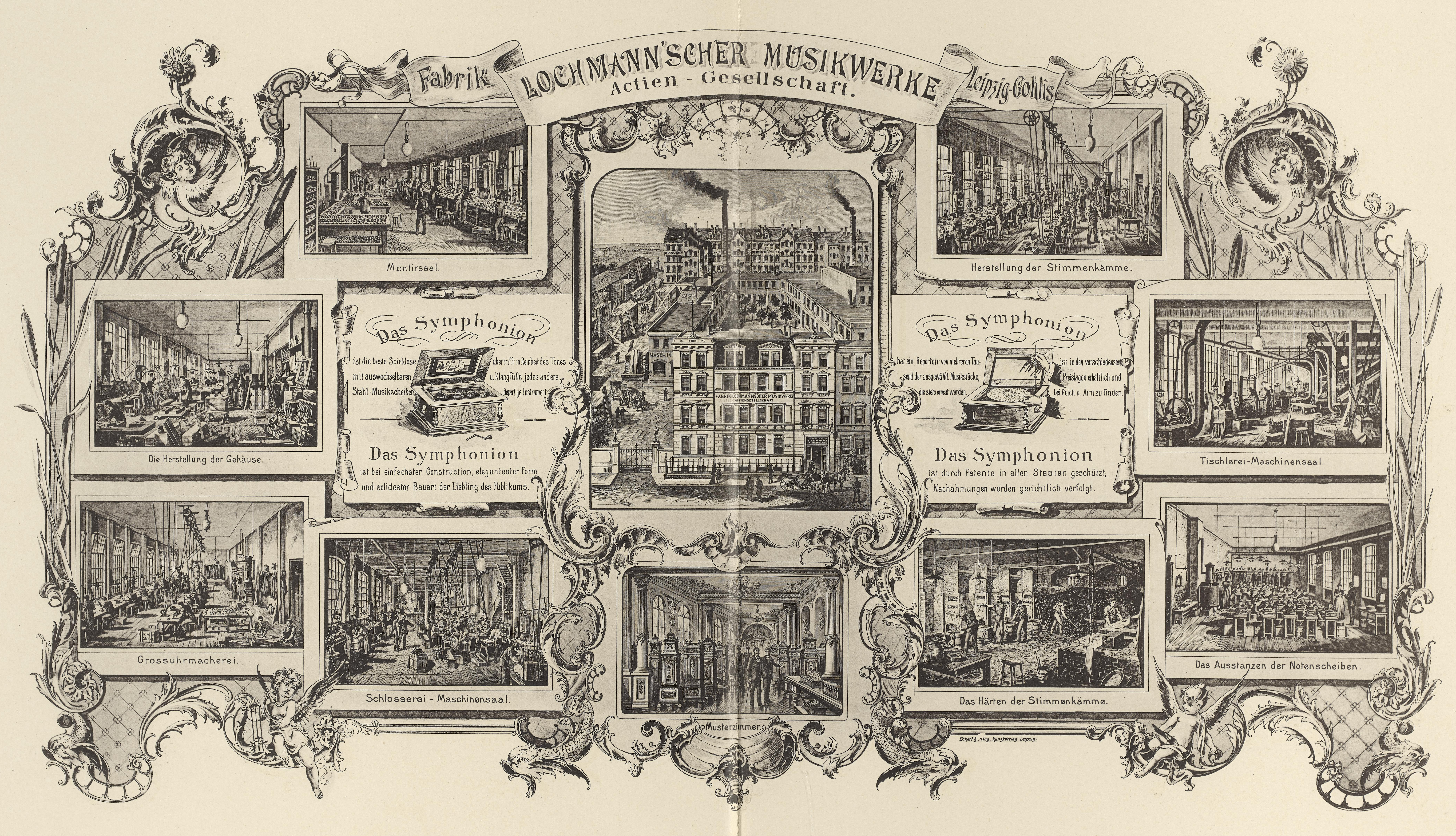
Das Aushängeschild der Lochmannschen Musikwerke

Oscar Paul Lochmann (* 25. Dezember 1848 in Zeitz; † Februar 1928 in Lohhof bei München) war Gründer der Firma Lochmannsche Musikwerke Leipzig-Gohlis und einer der Erfinder der Lochplatte.

## Lochmannsche Musikwerke
Paul Lochmann war einer der drei Erfinder der Lochplatte. 1885 gründete er zusammen mit seinem Bruder Kuhno Lochmann die Firma Lochmannsche Musikwerke, Kuhno Lochmann & Co. Bald darauf wurde die Organisation zu einer Firma umbenannt und hieß Fabrik Lochmannscher Musikwerke AG. Sie stellten hauptsächlich das sogenannte Symphonium her, in dem sich die besagte Lochplatte befand, die Paul Lochmann erfunden hatte. Um 1889 verließen Lochmann und sein Bruder die Firma und überließen sie ihren Beschäftigten. Erneut machten sie sich selbstständig und gründeten das Unternehmen Original Musikwerke Paul Lochmann. Sie spezialisierten sich damit auf das Symphonion und tauften die Firma 1902 Symphonion Fabrik Lochmannscher Musikwerke AG. Sechs Jahre später wurde sie zur Symphonion Fabrik AG. Paul Lochmann entwickelte die Grundidee besagter Lochplatte mit seinen Mitarbeitern um 1885.
Das Bild zeigt die damalige Werbung der Fabrik. Von „ist die beste Spieldose mit auswechselbaren Stahl-Musikscheiben“ bis „übertrifft in Reinheit des Tones und Klangfülle jedes andere derartige Instrument“ gibt es alles an Werbesprüchen und Slogans, die es heute auf jedem Werbeplakat gibt, das alles von hand geschrieben und gezeichnet.

## Lochplatte
Es gibt bis heute nur drei wirklich bekannte Hersteller der Lochplatten-Spieluhren. Diese drei sind zum einen das von Lochmann gegründete Symphonion, das oben schon beschrieben wurde, dann Polyphon, das wie Symphonion in Leipzig liegt, jedoch nicht in Leipzig/Gohlis, sondern in Leipzig/Wahren. Und die Dritte Firma ist Regina, die in New Jersey, USA gegründet wurde.